# 绣林街道
绣林街道，是中华人民共和国湖北省荆州市石首市下辖的一个乡镇级行政单位。因东汉刘备“挂锦在山，结绣如林纳孙夫人于此”而得名。

## 行政区划
绣林街道下辖以下地区：
桥南社区、解放路社区、槐树堤社区、车落岗社区、南岳山社区、太平坊社区、玉皇岗村、金银垱村、栗田湖村、路家铺村、绣林林场和原种场丢家垸分场。